# Lilaroze kalknetje
Het lilaroze kalknetje (Badhamia lilacina) is een slijmzwam die behoort tot de familie Physaraceae. Het leeft saprotroof op mossen en lichenen in graslanden en hooilanden.

## Kenmerken

### Uiterlijke kenmerken
De sporangia staan zittend naast elkaar in groepjes. De vorm is bol- tot peervormig.  De diameter is 0,3 tot 0,6 mm. De kleur is roze tot vuil-lila. Het hypothallus is doorschijnend, opvallend en loopt door onder een groep. Er is geen echte steel aanwezig.
Het plasmodium heeft een gele kleur.

### Microscopische kenmerken
Het capillitium is fijnmazig net van helemaal met kalk gevulde onregelmatig witte buizen. De sporen zijn in bulk zwart en bij door doorvallend licht purperbruin. Ze meten 12 tot 15 micrometer en bevatten een duidelijk vaak onderbroken net van 1 micrometer hoge richels en wratten.

## Verspreiding
Het lilaroze kalknetje komt voor in Noord-Amerika en Europa. In Nederland komt het lila kalknetje zeer zeldzaam voor. Het staat niet op de rode lijst en is niet bedreigd.